# Ghizo
Ghizo is een eiland in de Salomonseilanden. Het is 35 vierkante km groot en het hoogste punt is 200 meter. Er komen slechts drie zoogdieren voor (allemaal vleermuizen): Dobsonia inermis, Pteropus admiralitatum en Pteropus rayneri.